# Mulserydssjön
Mulserydssjön är en sjö i Jönköpings kommun i Småland och ingår i Nissans huvudavrinningsområde. Sjön är 17 meter djup, har en yta på 1,15 kvadratkilometer och befinner sig 194,1 meter över havet. Sjön avvattnas av vattendraget Grissleån. Vid provfiske har bland annat abborre, braxen, gädda och lake fångats i sjön.

## Delavrinningsområde
Mulserydssjön ingår i det delavrinningsområde (640041-138240) som SMHI kallar för Utloppet av Mulserydssjön. Medelhöjden är 217 meter över havet och ytan är 3,27 kvadratkilometer. Räknas de 3 delavrinningsområdena uppströms in blir den ackumulerade arean 39,23 kvadratkilometer. Grissleån som avvattnar avrinningsområdet har biflödesordning 2, vilket innebär att vattnet flödar genom totalt 2 vattendrag innan det når havet efter 183 kilometer. Delavrinningsområdet består mestadels av skog (56 procent). Avrinningsområdet har 1,14 kvadratkilometer vattenytor vilket ger avrinningsområdet en sjöprocent på 34,8 procent.

## Fisk
Vid provfiske har följande fisk fångats i sjön:
- Abborre
- Braxen
- Gädda
- Lake
- Löja
- Mört
- Sik
- Siklöja
- Ål